# بويان شارانوف
بويان شارانوف (بالسيريلية الصربية: Бојан Шаранов) (22 أكتوبر 1987 في بلغراد في صربيا – )؛ هو لاعب كرة قدم كان يلعب كحارس مرمى. يلعب مع منتخب صربيا لكرة القدم منذ عام 2011.

## وصلات خارجية
- بويان شارانوف على موقع الاتحاد الدولي (مؤرشف)  (الإنجليزية)
- بويان شارانوف على موقع الاتحاد الأوربي (الإنجليزية)
- بويان شارانوف على موقع اتحاد تركيا (لاعب) (الإنجليزية)
- بويان شارانوف على موقع قاعدة بيانات كرة القدم.إي يو (الإنجليزية)
- بويان شارانوف على موقع ناشيونال فوتبول تيمز (الإنجليزية)
- بويان شارانوف على موقع Soccerway.com (الإنجليزية)
- بويان شارانوف على موقع عالم كرة القدم.نت (الإنجليزية)
- بويان شارانوف على موقع AS.com (الإسبانية)